# Marlon Bröhr
Marlon Bröhr (ur. 3 kwietnia 1974 w Geilenkirchen) – niemiecki polityk i lekarz dentysta, doktor nauk medycznych, działacz Unii Chrześcijańsko-Demokratycznej (CDU), deputowany do Bundestagu (od 2021).

## Życiorys
W latach 1984–1993 uczęszczał do Biskupiej Szkoły Marii (Bischöfliche Marienschule) w Mönchengladbach. W roku szkolnym 1989/1990 spędził rok za granicą w Groton w stanie Dakota Południowa (USA). W 1993 roku zdał egzamin maturalny (Abitur), po czym rozpoczął studia stomatologiczne na Politechnice w Akwizgranie, które ukończył w 1998 roku. Następnie odbył staż w gabinecie stomatologicznym dr. Martina Emmericha w Akwizgranie. W 2002 roku uzyskał stopień doktora na tej samej uczelni. W latach 2003–2006 prowadził własną praktykę stomatologiczną w Kastellaun. Następnie zaangażował się w działalność polityczną – od 2007 do 2014 roku pełnił funkcję burmistrza miasta oraz gminy związkowej Kastellaun, a w latach 2009–2014 był również burmistrzem miasta Kastellaun. W 2015 roku objął urząd starosty powiatu Rhein-Hunsrück, który sprawował do 2021 roku.
W 2021 roku uzyskał mandat posła do Bundestagu. W 2024 roku został również członkiem rady powiatu Rhein-Hunsrück. W 2025 roku z powodzeniem ubiegał się o reelekcję do Bundestagu.